# Abierto de Australia 2025
El Abierto de Australia 2025 fue un torneo de tenis de Grand Slam de 2025, que se celebró del 12 al 26 de enero de 2025 en las pistas de superficie dura del Melbourne Park, situado en Melbourne, Victoria, Australia.
Al final del torneo, el campeón defensor el italiano, Jannik Sinner, logro defender su trofeo, ganando al alemán Alexander Zverev en individuales masculinos y en mujeres, la bielorrusa Aryna Sabalenka, no logró defender su corona, cayendo en la final ante la norteamericana Madison Keys.

## Torneo
El torneo, como es tradición,  fue dirigido por la Federación Internacional de Tenis (ITF) y es parte del calendario 2025 del ATP Tour 2025 y de la WTA Tour 2025 bajo la categoría de Grand Slam. Consiste en dos cuadros de las modalidades 'individuales' y 'dobles' tanto para hombres como para mujeres; y un evento de dobles mixtos; también cuadros de individuales y dobles para jugadores Junior (jóvenes no profesionales menores de 18); y competiciones de tenis adaptado, en categoría femenino y masculino, de individuales y dobles.
Kia Motors, el fabricante surcoreano de automóviles, es desde 2020, el patrocinador del torneo de tenis.

## Novedades

### Entrenamiento en la cancha
El Abierto de Australia ha introducido "grupos de entrenamiento" junto a la cancha en el torneo de este año (2025), por primera vez en un Grand Slam. Las cápsulas están ubicadas en dos esquinas de cada una de las canchas principales y se permiten hasta cuatro personas, similar a la configuración en eventos por equipos como la Copa Davis y la United Cup.
Tienen acceso a datos en tiempo real en pantallas para análisis estadístico, también hay un mecanismo de enfriamiento para mayor comodidad.
Los entrenadores tienen la opción de sentarse en las cabinas o en su lugar habitual en el tradicional palco de jugadores, donde también pueden sentarse amigos y familiares y a la vez dar consejos cuando se detiene el partido por algún suceso o fuerza mayor con el jugador rival. 
Al comentar sobre las cápsulas en la cancha, Craig Tiley (CEO de Tennis Australia) dijo: “He sido un defensor de que se permita al entrenador ingresar a la cancha, simplemente porque se suma a toda la historia, a todo el espectáculo y a todos los demás cuando el deporte lo tiene”.
"Una narrativa más interesante, que les dé más perfil a los entrenadores, y hay muchas posibilidades de que veamos suceder algunas cosas allí que son bastante interesantes".

## Puntos y premios

### Distribución de puntos

#### Séniors
| Evento               | G    | F    | SF  | CF  | R16 | R32 | R64 | R128 | C  | C3 | C2 | C1 |
| Individual masculino | 2000 | 1300 | 800 | 400 | 200 | 100 | 50  | 10   | 30 | 16 | 8  | 0  |
| Dobles masculino     | 2000 | 1200 | 720 | 360 | 180 | 90  | 45  | 0    | —  | —  | —  | —  |
| Individual femenino  | 2000 | 1300 | 780 | 430 | 240 | 130 | 70  | 10   | 40 | 30 | 20 | 2  |
| Dobles femenino      | 2000 | 1300 | 780 | 430 | 240 | 130 | 10  | —    | —  | —  | —  | —  |

| Evento           | G   | F   | SF/3ra | CF/4ta |
| Individual       | 800 | 500 | 375    | 100    |
| Dobles           | 800 | 500 | 100    | —      |
| Quad* Individual | 800 | 500 | 100    | —      |
| Quad* Dobles     | 800 | 100 | —      | —      |

| Evento               | G    | F   | SF  | CF  | R16 | R32 | C  | C3 |
| Individual masculino | 1000 | 600 | 370 | 200 | 100 | 45  | 30 | 20 |
| Individual femenino  | 1000 | 600 | 370 | 200 | 100 | 45  | 30 | 20 |
| Dobles masculino     | 750  | 450 | 275 | 150 | 75  | —   | —  | —  |
| Dobles femenino      | 750  | 450 | 275 | 150 | 75  | —   | —  | —  |

## Sumario

### Día 1 (12 de enero)
- Cabezas de serie eliminados:
  - Individual femenino:  Linda Nosková [29]
- Orden de juego

| Partidos en los estadios principales                 | Partidos en los estadios principales | Partidos en los estadios principales | Partidos en los estadios principales |
| Partidos en la Rod Laver Arena                       | Partidos en la Rod Laver Arena       | Partidos en la Rod Laver Arena       | Partidos en la Rod Laver Arena       |
| Modalidad                                            | Ganadores                            | Perdedores                           | Resultado                            |
| ---------------------------------------------------- | ------------------------------------ | ------------------------------------ | ------------------------------------ |
| Individual femenino - Primera ronda                  | Zheng Qinwen [5]                     | Anca Todoni [Q]                      | 7-6(7-3), 6-1                        |
| Individual masculino - Primera ronda                 | Casper Ruud [6]                      | Jaume Munar                          | 6-3, 1-6, 7-5, 2-6, 6-1              |
| Individual femenino - Primera ronda                  | Aryna Sabalenka [1]                  | Sloane Stephens                      | 6-3, 6-2                             |
| Individual masculino - Primera ronda                 | Alexander Zverev [2]                 | Lucas Pouille [WC]                   | 6-4, 6-4, 6-4                        |
| Partidos en la Margaret Court Arena                  |                                      |                                      |                                      |
| Modalidad                                            | Ganadores                            | Perdedores                           | Resultado                            |
| Individual masculino - Primera ronda                 | Arthur Fils [20]                     | Otto Virtanen                        | 3-6, 7-6(7-4), 6-4, 6-4              |
| Individual femenino - Primera ronda                  | Donna Vekić [18]                     | Diane Parry                          | 6-4, 6-4                             |
| Individual masculino - Primera ronda                 | Jiří Lehečka [24]                    | Li Tu [WC]                           | 6-1, 3-6, 6-3, 7-6(7-1)              |
| Individual femenino - Primera ronda                  | Anna Blinkova                        | Daria Saville [WC]                   | 1-6, 6-4, 7-5                        |
| Partidos en la John Cain Arena                       |                                      |                                      |                                      |
| Modalidad                                            | Ganadores                            | Perdedores                           | Resultado                            |
| Individual femenino - Primera ronda                  | Mirra Andreeva [14]                  | Marie Bouzková                       | 6-3, 6-3                             |
| Individual masculino - Primera ronda                 | Kei Nishikori [PR]                   | Thiago Monteiro [Q]                  | 4-6, 6-7(4-7), 7-5, 6-2, 6-3         |
| Individual femenino - Primera ronda                  | Paula Badosa [11]                    | Xinyu Wang                           | 6-3, 7-6(7-5)                        |
| Individual masculino - Primera ronda                 | Ugo Humbert [14]                     | Matteo Gigante [Q]                   | 7-6(7-5), 7-5, 6-4                   |
| Fondo de color indica un partido de la rama femenina |                                      |                                      |                                      |

### Día 2 (13 de enero)
- Cabezas de serie eliminados:
  - Individual masculino:  Grigor Dimitrov [10],  Stefanos Tsitsipas [11],  Alejandro Tabilo [23],  Sebastián Báez [28]
  - Individual femenino:  Jeļena Ostapenko [16],  Victoria Azarenka [21]
- Orden de juego

| Partidos en los estadios principales                 | Partidos en los estadios principales | Partidos en los estadios principales | Partidos en los estadios principales |
| Partidos en la Rod Laver Arena                       | Partidos en la Rod Laver Arena       | Partidos en la Rod Laver Arena       | Partidos en la Rod Laver Arena       |
| Modalidad                                            | Ganadores                            | Perdedores                           | Resultado                            |
| ---------------------------------------------------- | ------------------------------------ | ------------------------------------ | ------------------------------------ |
| Individual femenino - Primera ronda                  | Cori Gauff [3]                       | Sofia Kenin                          | 6-3, 6-3                             |
| Individual masculino - Primera ronda                 | Jannik Sinner [1]                    | Nicolás Jarry                        | 7-6(7-2), 7-6(7-5), 6-1              |
| Individual masculino - Primera ronda                 | Novak Djokovic [7]                   | Nishesh Basavareddy [WC]             | 4-6, 6-3, 6-4, 6-2                   |
| Individual femenino - Primera ronda                  | Naomi Osaka                          | Caroline Garcia                      | 6-3, 3-6, 6-3                        |
| Partidos en la Margaret Court Arena                  |                                      |                                      |                                      |
| Modalidad                                            | Ganadores                            | Perdedores                           | Resultado                            |
| Individual femenino - Primera ronda                  | Ajla Tomljanović [WC]                | Ashlyn Krueger                       | 6-4, 4-6, 6-4                        |
| Individual masculino - Primera ronda                 | Jordan Thompson [27]                 | Dominik Koepfer [Q]                  | 7-6(7-3), 6-4, 4-6, 6-3              |
| Individual masculino - Primera ronda                 | Carlos Alcaraz [3]                   | Alexander Shevchenko                 | 6-1, 7-5, 6-1                        |
| Individual femenino - Primera ronda                  | Danielle Collins [10]                | Daria Snigur [Q]                     | 7-6(7-4), 6-3                        |
| Partidos en la John Cain Arena                       |                                      |                                      |                                      |
| Modalidad                                            | Ganadores                            | Perdedores                           | Resultado                            |
| Individual masculino - Primera ronda                 | Alex Michelsen                       | Stefanos Tsitsipas [11]              | 7-5, 6-3, 2-6, 6-4                   |
| Individual femenino - Primera ronda                  | Iga Świątek [2]                      | Kateřina Siniaková                   | 6-3, 6-4                             |
| Individual femenino - Primera ronda                  | Jessica Pegula [7]                   | Maya Joint [WC]                      | 6-3, 6-0                             |
| Individual masculino - Primera ronda                 | Nick Kyrgios [PR]                    | Jacob Fearnley                       | 7-6(7-3), 6-3, 7-6(7-2)              |
| Fondo de color indica un partido de la rama femenina |                                      |                                      |                                      |

### Día 3 (14 de enero)
- Cabezas de serie eliminados:
  - Individual masculino:  Andrey Rublev [9],  Alexei Popyrin [25],  Giovanni Mpetshi Perricard [30],  Flavio Cobolli [32]
  - Individual femenino:  Ekaterina Alexandrova [26],  María Sákkari [31]
  - Dobles masculino:  Nicolás Barrientos /  Rohan Bopanna [14]
- Orden de juego

| Partidos en los estadios principales                 | Partidos en los estadios principales | Partidos en los estadios principales | Partidos en los estadios principales |
| Partidos en la Rod Laver Arena                       | Partidos en la Rod Laver Arena       | Partidos en la Rod Laver Arena       | Partidos en la Rod Laver Arena       |
| Modalidad                                            | Ganadores                            | Perdedores                           | Resultado                            |
| ---------------------------------------------------- | ------------------------------------ | ------------------------------------ | ------------------------------------ |
| Individual femenino - Primera ronda                  | Emma Navarro [8]                     | Peyton Stearns                       | 6-7(5-7), 7-6(7-5), 7-5              |
| Individual masculino - Primera ronda                 | Daniil Medvédev [5]                  | Kasidit Samrej [WC]                  | 6-2, 4-6, 3-6, 6-1, 6-2              |
| Individual masculino - Primera ronda                 | Álex de Miñaur [8]                   | Botic van de Zandschulp              | 6-1, 7-5, 6-4                        |
| Individual femenino - Primera ronda                  | Veronika Kudermetova                 | Olivia Gadecki                       | 6-1, 6-1                             |
| Partidos en la Margaret Court Arena                  |                                      |                                      |                                      |
| Modalidad                                            | Ganadores                            | Perdedores                           | Resultado                            |
| Individual masculino - Primera ronda                 | Holger Rune [13]                     | Zhizhen Zhang                        | 4-6, 6-3, 6-4, 3-6, 6-4              |
| Individual femenino - Primera ronda                  | Elena Rybakina [6]                   | Emerson Jones [WC]                   | 6-1, 6-1                             |
| Individual femenino - Primera ronda                  | Jasmine Paolini [4]                  | Sijia Wei [Q]                        | 6-0, 6-4                             |
| Individual masculino - Primera ronda                 | João Fonseca [Q]                     | Andrey Rublev [9]                    | 7-6(7-1), 6-3, 7-6(7-5)              |
| Partidos en la John Cain Arena                       |                                      |                                      |                                      |
| Modalidad                                            | Ganadores                            | Perdedores                           | Resultado                            |
| Individual femenino - Primera ronda                  | Daria Kasatkina [9]                  | Viktoriya Tomova                     | 6-1, 6-3                             |
| Individual masculino - Primera ronda                 | Taylor Fritz [4]                     | Jenson Brooksby [PR]                 | 6-2, 6-0, 6-3                        |
| Individual femenino - Primera ronda                  | Madison Keys [19]                    | Ann Li                               | 6-4, 7-5                             |
| Individual masculino - Primera ronda                 | Corentin Moutet                      | Alexei Popyrin [25]                  | 4-6, 6-3, 6-4, 6-4                   |
| Fondo de color indica un partido de la rama femenina |                                      |                                      |                                      |

### Día 4 (15 de enero)
- Cabezas de serie eliminados:
  - Individual masculino:  Casper Ruud [6],  Sebastian Korda [22],  Jordan Thompson [27],  Félix Auger-Aliassime [29]
  - Individual femenino:  Qinwen Zheng [5],  Karolína Muchová [20],  Liudmila Samsonova [25]
  - Dobles femenino:  Anna Danilina /  Irina Khromacheva [8]
- Orden de juego

| Partidos en los estadios principales                 | Partidos en los estadios principales  | Partidos en los estadios principales | Partidos en los estadios principales |
| Partidos en la Rod Laver Arena                       | Partidos en la Rod Laver Arena        | Partidos en la Rod Laver Arena       | Partidos en la Rod Laver Arena       |
| Modalidad                                            | Ganadores                             | Perdedores                           | Resultado                            |
| ---------------------------------------------------- | ------------------------------------- | ------------------------------------ | ------------------------------------ |
| Individual femenino - Segunda ronda                  | Aryna Sabalenka [1]                   | Jéssica Bouzas                       | 6-3, 7-5                             |
| Individual masculino - Segunda ronda                 | Novak Djokovic [7]                    | Jaime Faria [Q]                      | 6-1, 6-7(4-7), 6-3, 6-2              |
| Individual femenino - Segunda ronda                  | Cori Gauff [3]                        | Jodie Burrage [PR]                   | 6-3, 7-5                             |
| Individual masculino - Segunda ronda                 | Alexander Zverev [2]                  | Pedro Martínez                       | 6-1, 6-4, 6-1                        |
| Partidos en la Margaret Court Arena                  |                                       |                                      |                                      |
| Modalidad                                            | Ganadores                             | Perdedores                           | Resultado                            |
| Individual femenino - Segunda ronda                  | Jessica Pegula [7]                    | Elise Mertens                        | 6-4, 6-2                             |
| Individual masculino - Segunda ronda                 | Carlos Alcaraz [3]                    | Yoshihito Nishioka                   | 6-0, 6-1, 6-4                        |
| Dobles masculino - Primera ronda                     | Marc Polmans [WC] Matthew Romios [WC] | Manuel Guinard Arthur Rinderknech    | 7-6(7-2), 3-6, 6-3                   |
| Individual masculino - Segunda ronda                 | Jakub Mensik                          | Casper Ruud [6]                      | 6-2, 3-6, 6-1, 6-4                   |
| Individual femenino - Segunda ronda                  | Paula Badosa [11]                     | Talia Gibson [WC]                    | 6-1, 6-0                             |
| Partidos en la John Cain Arena                       |                                       |                                      |                                      |
| Modalidad                                            | Ganadores                             | Perdedores                           | Resultado                            |
| Individual femenino - Segunda ronda                  | Laura Siegemund                       | Qinwen Zheng [5]                     | 7-6(7-3), 6-3                        |
| Individual masculino - Segunda ronda                 | Nuno Borges                           | Jordan Thompson [27]                 | 6-3, 6-2, 6-4                        |
| Individual femenino - Segunda ronda                  | Diana Shnaider [12]                   | Ajla Tomljanović [WC]                | 6-4, 7-5                             |
| Individual masculino - Segunda ronda                 | Jack Draper [15]                      | Thanasi Kokkinakis                   | 6-7(3-7), 6-3, 3-6, 7-5, 6-3         |
| Fondo de color indica un partido de la rama femenina |                                       |                                      |                                      |

### Día 5 (16 de enero)
- Cabezas de serie eliminados:
  - Individual masculino:  Daniil Medvédev [5],  Frances Tiafoe [17],  Hubert Hurkacz [18]
  - Individual femenino:  Katie Boulter [22]
  - Dobles masculino:  Nikola Mektić /  Michael Venus [5],  Máximo González /  Andrés Molteni [8]
  - Dobles femenino:  Marie Bouzková /  Bethanie Mattek-Sands [14]
- Orden de juego

| Partidos en los estadios principales                 | Partidos en los estadios principales | Partidos en los estadios principales      | Partidos en los estadios principales     |
| Partidos en la Rod Laver Arena                       | Partidos en la Rod Laver Arena       | Partidos en la Rod Laver Arena            | Partidos en la Rod Laver Arena           |
| Modalidad                                            | Ganadores                            | Perdedores                                | Resultado                                |
| ---------------------------------------------------- | ------------------------------------ | ----------------------------------------- | ---------------------------------------- |
| Individual femenino - Segunda ronda                  | Iga Świątek [2]                      | Rebecca Šramková                          | 6-0, 6-2                                 |
| Individual masculino - Segunda ronda                 | Álex de Miñaur [8]                   | Tristan Boyer [Q]                         | 6-2, 6-4, 6-3                            |
| Individual masculino - Segunda ronda                 | Jannik Sinner [1]                    | Tristan Schoolkate [WC]                   | 4-6, 6-4, 6-1, 6-3                       |
| Individual femenino - Segunda ronda                  | Jasmine Paolini [4]                  | Renata Zarazúa                            | 6-2, 6-3                                 |
| Partidos en la Margaret Court Arena                  |                                      |                                           |                                          |
| Modalidad                                            | Ganadores                            | Perdedores                                | Resultado                                |
| Individual femenino - Segunda ronda                  | Emma Navarro [8]                     | Xiyu Wang                                 | 6-3, 3-6, 6-4                            |
| Individual masculino - Segunda ronda                 | Taylor Fritz [4]                     | Christian Garín [Q]                       | 6-2, 6-1, 6-0                            |
| Individual femenino - Segunda ronda                  | Madison Keys [19]                    | Elena-Gabriela Ruse [Q]                   | 7-6(7-1), 2-6, 7-5                       |
| Individual masculino - Segunda ronda                 | Learner Tien [Q]                     | Daniil Medvédev [5]                       | 6-3, 7-6(7-4), 6-7(8-10), 1-6, 7-6(10-7) |
| Partidos en la John Cain Arena                       |                                      |                                           |                                          |
| Modalidad                                            | Ganadores                            | Perdedores                                | Resultado                                |
| Individual masculino - Segunda ronda                 | Miomir Kecmanović                    | Hubert Hurkacz [18]                       | 6-4, 6-4, 6-2                            |
| Individual femenino - Segunda ronda                  | Elena Rybakina [6]                   | Iva Jovic [WC]                            | 6-0, 6-3                                 |
| Individual masculino - Segunda ronda                 | Holger Rune [13]                     | Matteo Berrettini                         | 7-6(7-3), 2-6, 6-3, 7-6(8-6)             |
| Dobles masculino - Primera ronda                     | James Duckworth Aleksandar Vukic     | Thanasi Kokkinakis [PR] Nick Kyrgios [PR] | 7-5, 3-2, ret.                           |
| Fondo de color indica un partido de la rama femenina |                                      |                                           |                                          |

### Día 6 (17 de enero)
- Cabezas de serie eliminados:
  - Individual masculino:  Arthur Fils [20],  Tomáš Macháč [26]
  - Individual femenino:  Jessica Pegula [7],  Diana Shnaider [12],  Marta Kostyuk [17],  Magdalena Fręch [23],  Leylah Fernandez [30]
  - Dobles masculino:  Matthew Ebden /  Joran Vliegen [9],  Jamie Murray /  John Peers [12]
  - Dobles femenino:  Sofia Kenin /  Monica Niculescu [10]
  - Dobles mixto:  Desirae Krawczyk /  Neal Skupski [5]
- Orden de juego

| Partidos en los estadios principales                 | Partidos en los estadios principales | Partidos en los estadios principales | Partidos en los estadios principales |
| Partidos en la Rod Laver Arena                       | Partidos en la Rod Laver Arena       | Partidos en la Rod Laver Arena       | Partidos en la Rod Laver Arena       |
| Modalidad                                            | Ganadores                            | Perdedores                           | Resultado                            |
| ---------------------------------------------------- | ------------------------------------ | ------------------------------------ | ------------------------------------ |
| Individual femenino - Tercera ronda                  | Aryna Sabalenka [1]                  | Clara Tauson                         | 7-6(7-5), 6-4                        |
| Individual masculino - Tercera ronda                 | Carlos Alcaraz [3]                   | Nuno Borges                          | 6-2, 6-4, 6-7(3-7), 6-2              |
| Individual masculino - Tercera ronda                 | Novak Djokovic [7]                   | Tomáš Macháč [26]                    | 6-1, 6-4, 6-4                        |
| Individual femenino - Tercera ronda                  | Olga Danilović                       | Jessica Pegula [7]                   | 7-6(7-3), 6-1                        |
| Partidos en la Margaret Court Arena                  |                                      |                                      |                                      |
| Modalidad                                            | Ganadores                            | Perdedores                           | Resultado                            |
| Individual femenino - Tercera ronda                  | Donna Vekić [18]                     | Diana Shnaider [12]                  | 7-6(7-4), 6-7(3-7), 7-5              |
| Individual masculino - Tercera ronda                 | Alexander Zverev [2]                 | Jacob Fearnley                       | 6-3, 6-4, 6-4                        |
| Individual femenino - Tercera ronda                  | Cori Gauff [3]                       | Leylah Fernandez [30]                | 6-4, 6-2                             |
| Individual masculino - Tercera ronda                 | Jack Draper [15]                     | Aleksandar Vukic                     | 6-4, 2-6, 5-7, 7-6(7-5), 7-6(10-8)   |
| Partidos en la John Cain Arena                       |                                      |                                      |                                      |
| Modalidad                                            | Ganadores                            | Perdedores                           | Resultado                            |
| Individual femenino - Tercera ronda                  | Anastasia Pavlyuchenkova [27]        | Laura Siegemund                      | 6-1, 6-2                             |
| Individual masculino - Tercera ronda                 | Tommy Paul [12]                      | Roberto Carballés                    | 7-6(7-0), 6-2, 6-0                   |
| Individual femenino - Tercera ronda                  | Belinda Bencic [PR]                  | Naomi Osaka                          | 7-6(7-3), ret.                       |
| Individual masculino - Tercera ronda                 | Ugo Humbert [14]                     | Arthur Fils [20]                     | 4-6, 7-5, 6-4, 1-0, ret.             |
| Fondo de color indica un partido de la rama femenina |                                      |                                      |                                      |

### Día 7 (18 de enero)
- Cabezas de serie eliminados:
  - Individual masculino:  Taylor Fritz [4],  Lorenzo Musetti [16],  Karen Khachanov [19],  Francisco Cerúndolo [31]
  - Individual femenino:  Jasmine Paolini [4],  Danielle Collins [10],  Beatriz Haddad Maia [15],  Yulia Putintseva [24],  Dayana Yastremska [32]
  - Dobles masculino:  Nathaniel Lammons /  Jackson Withrow [7],  Joe Salisbury /  Neal Skupski [10]
  - Dobles femenino:  Elise Mertens /  Ellen Perez [6]
- Orden de juego

| Partidos en los estadios principales                 | Partidos en los estadios principales | Partidos en los estadios principales | Partidos en los estadios principales |
| Partidos en la Rod Laver Arena                       | Partidos en la Rod Laver Arena       | Partidos en la Rod Laver Arena       | Partidos en la Rod Laver Arena       |
| Modalidad                                            | Ganadores                            | Perdedores                           | Resultado                            |
| ---------------------------------------------------- | ------------------------------------ | ------------------------------------ | ------------------------------------ |
| Individual femenino - Tercera ronda                  | Iga Świątek [2]                      | Emma Raducanu                        | 6-1, 6-0                             |
| Individual masculino - Tercera ronda                 | Álex de Miñaur [8]                   | Francisco Cerúndolo [31]             | 5-7, 7-6(7-3), 6-3, 6-3              |
| Individual masculino - Tercera ronda                 | Jannik Sinner [1]                    | Marcos Giron                         | 6-3, 6-4, 6-2                        |
| Individual femenino - Tercera ronda                  | Madison Keys [19]                    | Danielle Collins [10]                | 6-4, 6-4                             |
| Partidos en la Margaret Court Arena                  |                                      |                                      |                                      |
| Modalidad                                            | Ganadores                            | Perdedores                           | Resultado                            |
| Individual femenino - Tercera ronda                  | Emma Navarro [8]                     | Ons Jabeur                           | 6-4, 3-6, 6-4                        |
| Individual masculino - Tercera ronda                 | Gaël Monfils                         | Taylor Fritz [4]                     | 3-6, 7-5, 7-6(7-1), 6-4              |
| Individual femenino - Tercera ronda                  | Elina Svitolina [28]                 | Jasmine Paolini [4]                  | 2-6, 6-4, 6-0                        |
| Individual masculino - Tercera ronda                 | Holger Rune [13]                     | Miomir Kecmanović                    | 6-7(5-7), 6-3, 4-6, 6-4, 6-4         |
| Partidos en la John Cain Arena                       |                                      |                                      |                                      |
| Modalidad                                            | Ganadores                            | Perdedores                           | Resultado                            |
| Individual masculino - Tercera ronda                 | Alex Michelsen                       | Karen Khachanov [19]                 | 6-3, 7-6(7-5), 6-2                   |
| Individual femenino - Tercera ronda                  | Elena Rybakina [6]                   | Dayana Yastremska [32]               | 6-3, 6-4                             |
| Individual masculino - Tercera ronda                 | Ben Shelton [21]                     | Lorenzo Musetti [16]                 | 6-3, 3-6, 6-4, 7-6(7-5)              |
| Fondo de color indica un partido de la rama femenina |                                      |                                      |                                      |

### Día 8 (19 de enero)
- Cabezas de serie eliminados:
  - Individual masculino:  Ugo Humbert [14],  Jack Draper [15],  Jiří Lehečka [24]
  - Individual femenino:  Mirra Andreeva [14],  Donna Vekić [18]
  - Dobles masculino:  Sadio Doumbia /  Fabien Reboul [16]
  - Dobles femenino:  Sara Errani /  Jasmine Paolini [4],  Asia Muhammad /  Demi Schuurs [7],  Veronika Kudermetova /  Ena Shibahara [11],  Hanyu Gao /  Alexandra Panova [12],  Tímea Babos /  Nicole Melichar [13]
  - Dobles mixto:  Sara Errani /  Andrea Vavassori [1],  Taylor Townsend /  Hugo Nys [4],  Demi Schuurs /  Tim Puetz [7]
- Orden de juego

| Partidos en los estadios principales                 | Partidos en los estadios principales          | Partidos en los estadios principales      | Partidos en los estadios principales |
| Partidos en la Rod Laver Arena                       | Partidos en la Rod Laver Arena                | Partidos en la Rod Laver Arena            | Partidos en la Rod Laver Arena       |
| Modalidad                                            | Ganadores                                     | Perdedores                                | Resultado                            |
| ---------------------------------------------------- | --------------------------------------------- | ----------------------------------------- | ------------------------------------ |
| Individual femenino - Cuarta ronda                   | Aryna Sabalenka [1]                           | Mirra Andreeva [14]                       | 6-1, 6-2                             |
| Individual femenino - Cuarta ronda                   | Cori Gauff [3]                                | Belinda Bencic [PR]                       | 5-7, 6-2, 6-1                        |
| Individual masculino - Cuarta ronda                  | Carlos Alcaraz [3]                            | Jack Draper [15]                          | 7-5, 6-1, ret.                       |
| Individual masculino - Cuarta ronda                  | Novak Djokovic [7]                            | Jiří Lehečka [24]                         | 6-3, 6-4, 7-6(7-4)                   |
| Dobles masculino - Tercera ronda                     | André Göransson Sem Verbeek                   | Luke Saville [WC] Li Tu [WC]              | 6-4, 6-3                             |
| Partidos en la Margaret Court Arena                  |                                               |                                           |                                      |
| Modalidad                                            | Ganadores                                     | Perdedores                                | Resultado                            |
| Dobles masculino - Tercera ronda                     | Simone Bolelli [3] Andrea Vavassori [3]       | Pedro Martínez Jaume Munar                | 6-3, 7-6(8-6)                        |
| Individual femenino - Cuarta ronda                   | Paula Badosa [11]                             | Olga Danilović                            | 6-1, 7-6(7-2)                        |
| Individual masculino - Cuarta ronda                  | Tommy Paul [12]                               | Alejandro Davidovich                      | 6-1, 6-1, 6-1                        |
| Dobles mixto - Segunda ronda                         | Kimberly Birrell [WC] John-Patrick Smith [WC] | Demi Schuurs [7] Tim Puetz [7]            | 6-3, 5-7, [10-8]                     |
| Partidos en la John Cain Arena                       |                                               |                                           |                                      |
| Modalidad                                            | Ganadores                                     | Perdedores                                | Resultado                            |
| Dobles masculino - Tercera ronda                     | Nuno Borges Francisco Cabral                  | Tallon Griekspoor Botic van de Zandschulp | 7-6(7-5), 3-6, 6-3                   |
| Individual femenino - Cuarta ronda                   | Anastasia Pavlyuchenkova [27]                 | Donna Vekić [18]                          | 7-6(7-0), 6-0                        |
| Dobles femenino - Segunda ronda                      | Mirra Andreeva Diana Shnaider                 | Sara Errani [4] Jasmine Paolini [4]       | 7-5, 7-5                             |
| Individual masculino - Cuarta ronda                  | Alexander Zverev [2]                          | Ugo Humbert [14]                          | 6-1, 2-6, 6-3, 6-2                   |
| Fondo de color indica un partido de la rama femenina |                                               |                                           |                                      |

### Día 9 (20 de enero)
- Cabezas de serie eliminados:
  - Individual masculino:  Holger Rune [13]
  - Individual femenino:  Elena Rybakina [6],  Daria Kasatkina [9]
  - Dobles masculino:  Sander Gillé /  Jan Zieliński [13]
  - Dobles femenino:  Hao-ching Chan /  Lyudmyla Kichenok [5],  Beatriz Haddad Maia /  Laura Siegemund [15],  Leylah Fernandez /  Nadiia Kichenok [16]
  - Dobles mixto:  Su-Wei Hsieh /  Jan Zieliński [6]
- Orden de juego

| Partidos en los estadios principales                 | Partidos en los estadios principales      | Partidos en los estadios principales          | Partidos en los estadios principales    |
| Partidos en la Rod Laver Arena                       | Partidos en la Rod Laver Arena            | Partidos en la Rod Laver Arena                | Partidos en la Rod Laver Arena          |
| Modalidad                                            | Ganadores                                 | Perdedores                                    | Resultado                               |
| ---------------------------------------------------- | ----------------------------------------- | --------------------------------------------- | --------------------------------------- |
| Individual femenino - Cuarta ronda                   | Elina Svitolina [28]                      | Veronika Kudermetova                          | 6-4, 6-1                                |
| Individual masculino - Cuarta ronda                  | Jannik Sinner [1]                         | Holger Rune [13]                              | 6-3, 3-6, 6-3, 6-2                      |
| Individual femenino - Cuarta ronda                   | Iga Świątek [2]                           | Eva Lys [LL]                                  | 6-0, 6-1                                |
| Individual masculino - Cuarta ronda                  | Álex de Miñaur [8]                        | Alex Michelsen                                | 6-0, 7-6(7-5), 6-3                      |
| Partidos en la Margaret Court Arena                  |                                           |                                               |                                         |
| Modalidad                                            | Ganadores                                 | Perdedores                                    | Resultado                               |
| Dobles femenino - Tercera ronda                      | Gabriela Dabrowski [2] Erin Routliffe [2] | Beatriz Haddad Maia [15] Laura Siegemund [15] | 6-7(5-7), 6-3, 6-4                      |
| Individual femenino - Cuarta ronda                   | Madison Keys [19]                         | Elena Rybakina [6]                            | 6-3, 1-6, 6-3                           |
| Individual masculino - Cuarta ronda                  | Ben Shelton [21]                          | Gaël Monfils                                  | 7-6(7-3), 6-7(3-7), 7-6(7-2), 1-0, ret. |
| Dobles mixto - Segunda ronda                         | Olivia Gadecki [WC] John Peers [WC]       | Tímea Babos Marcelo Arévalo                   | 6-4, 6-4                                |
| Partidos en la John Cain Arena                       |                                           |                                               |                                         |
| Modalidad                                            | Ganadores                                 | Perdedores                                    | Resultado                               |
| Dobles masculino - Tercera ronda                     | Hugo Nys [15] Édouard Roger-Vasselin [15] | Tomáš Macháč Zhizhen Zhang                    | 6-3, 3-6, 6-3                           |
| Dobles femenino - Tercera ronda                      | Kristina Mladenovic [9] Shuai Zhang [9]   | Hao-ching Chan [5] Lyudmyla Kichenok [5]      | 7-6(7-3), 6-2                           |
| Individual masculino - Cuarta ronda                  | Lorenzo Sonego                            | Learner Tien [Q]                              | 6-3, 6-2, 3-6, 6-1                      |
| Individual femenino - Cuarta ronda                   | Emma Navarro [8]                          | Daria Kasatkina [9]                           | 6-4, 5-7, 7-5                           |
| Fondo de color indica un partido de la rama femenina |                                           |                                               |                                         |

### Día 10 (21 de enero)
- Cabezas de serie eliminados:
  - Individual masculino:  Carlos Alcaraz [3],  Tommy Paul [12]
  - Individual femenino:  Cori Gauff [3],  Anastasia Pavlyuchenkova [27]
  - Dobles masculino:  Marcelo Arévalo /  Mate Pavić [1]
  - Dobles mixto:  Ellen Perez /  Kevin Krawietz [3],  Asia Muhammad /  Andrés Molteni [8]
- Orden de juego

| Partidos en los estadios principales                 | Partidos en los estadios principales          | Partidos en los estadios principales | Partidos en los estadios principales |
| Partidos en la Rod Laver Arena                       | Partidos en la Rod Laver Arena                | Partidos en la Rod Laver Arena       | Partidos en la Rod Laver Arena       |
| Modalidad                                            | Ganadores                                     | Perdedores                           | Resultado                            |
| ---------------------------------------------------- | --------------------------------------------- | ------------------------------------ | ------------------------------------ |
| Individual femenino - Cuartos de final               | Paula Badosa [11]                             | Cori Gauff [3]                       | 7-5, 6-4                             |
| Individual masculino - Cuartos de final              | Alexander Zverev [2]                          | Tommy Paul [12]                      | 7-6(7-1), 7-6(7-0), 2-6, 6-1         |
| Individual femenino - Cuartos de final               | Aryna Sabalenka [1]                           | Anastasia Pavlyuchenkova [27]        | 6-2, 2-6, 6-3                        |
| Individual masculino - Cuartos de final              | Novak Djokovic [7]                            | Carlos Alcaraz [3]                   | 4-6, 6-4, 6-3, 6-4                   |
| Partidos en la Margaret Court Arena                  |                                               |                                      |                                      |
| Modalidad                                            | Ganadores                                     | Perdedores                           | Resultado                            |
| Dobles femenino - Cuartos de final                   | Gabriela Dabrowski [2] Erin Routliffe [2]     | Miyu Kato Renata Zarazúa             | 6-3, 6-2                             |
| Dobles femenino - Cuartos de final                   | Su-Wei Hsieh [3] Jeļena Ostapenko [3]         | Marta Kostyuk Elena-Gabriela Ruse    | 6-2, 5-7, 7-5                        |
| Leyendas - Dobles femenino                           | Casey Dellacqua Samantha Stosur               | Daniela Hantuchová Andrea Petković   | 6-4, 6-3                             |
| Dobles mixto - Cuartos de final                      | Erin Routliffe [2] Michael Venus [2]          | Asia Muhammad [8] Andrés Molteni [8] | 6-7(2-7), 6-1, [10-5]                |
| Dobles mixto - Cuartos de final                      | Kimberly Birrell [WC] John-Patrick Smith [WC] | Ellen Perez [3] Kevin Krawietz [3]   | 6-2, 3-6, [10-6]                     |
| Partidos en la John Cain Arena                       |                                               |                                      |                                      |
| Modalidad                                            | Ganadores                                     | Perdedores                           | Resultado                            |
| Leyendas - Dobles masculino                          | Lleyton Hewitt Patrick Rafter                 | James Blake Tommy Haas               | 6-3, 3-6, [10-8]                     |
| Dobles masculino - Cuartos de final                  | Simone Bolelli [3] Andrea Vavassori [3]       | Nuno Borges Francisco Cabral         | 6-4, 7-6(7-4)                        |
| Dobles masculino - Cuartos de final                  | André Göransson Sem Verbeek                   | Marcelo Arévalo [1] Mate Pavić [1]   | 6-4, 4-6, 6-3                        |
| Dobles mixto - Cuartos de final                      | Olivia Nicholls Henry Patten                  | Irina Khromacheva Jackson Withrow    | 6-2, 6-2                             |
| Dobles mixto - Cuartos de final                      | Olivia Gadecki [WC] John Peers [WC]           | Shuai Zhang Rohan Bopanna            | 2-6, 6-4, [11-9]                     |
| Fondo de color indica un partido de la rama femenina |                                               |                                      |                                      |

### Día 11 (22 de enero)
- Cabezas de serie eliminados:
  - Individual masculino:  Álex de Miñaur [8]
  - Individual femenino:  Emma Navarro [8],  Elina Svitolina [28]
  - Dobles masculino:  Julian Cash /  Lloyd Glasspool [11],  Hugo Nys /  Édouard Roger-Vasselin [15]
  - Dobles femenino:  Kristina Mladenovic /  Shuai Zhang [9]
  - Dobles mixto:  Erin Routliffe /  Michael Venus [2]
- Orden de juego

| Partidos en los estadios principales                 | Partidos en los estadios principales          | Partidos en los estadios principales      | Partidos en los estadios principales |
| Partidos en la Rod Laver Arena                       | Partidos en la Rod Laver Arena                | Partidos en la Rod Laver Arena            | Partidos en la Rod Laver Arena       |
| Modalidad                                            | Ganadores                                     | Perdedores                                | Resultado                            |
| ---------------------------------------------------- | --------------------------------------------- | ----------------------------------------- | ------------------------------------ |
| Individual femenino - Cuartos de final               | Madison Keys [19]                             | Elina Svitolina [28]                      | 3-6, 6-3, 6-4                        |
| Individual femenino - Cuartos de final               | Iga Świątek [2]                               | Emma Navarro [8]                          | 6-1, 6-2                             |
| Individual masculino - Cuartos de final              | Ben Shelton [21]                              | Lorenzo Sonego                            | 6-4, 7-5, 4-6, 7-6(7-4)              |
| Individual masculino - Cuartos de final              | Jannik Sinner [1]                             | Álex de Miñaur [8]                        | 6-3, 6-2, 6-1                        |
| Partidos en la Margaret Court Arena                  |                                               |                                           |                                      |
| Modalidad                                            | Ganadores                                     | Perdedores                                | Resultado                            |
| Dobles femenino - Cuartos de final                   | Mirra Andreeva Diana Shnaider                 | Kamilla Rakhimova Sara Sorribes           | 6-3, 6-0                             |
| Dobles masculino - Cuartos de final                  | Harri Heliövaara [6] Henry Patten [6]         | Hugo Nys [15] Édouard Roger-Vasselin [15] | 6-3, 7-5                             |
| Dobles masculino - Cuartos de final                  | Kevin Krawietz [3] Tim Puetz [3]              | Julian Cash [11] Lloyd Glasspool [11]     | 7-6(11-9), 7-6(7-5)                  |
| Dobles mixto - Semifinales                           | Olivia Gadecki [WC] John Peers [WC]           | Erin Routliffe [2] Michael Venus [2]      | 6-4, 6-4                             |
| Dobles mixto - Semifinales                           | Kimberly Birrell [WC] John-Patrick Smith [WC] | Olivia Nicholls Henry Patten              | 7-6(7-2), 6-2                        |
| Fondo de color indica un partido de la rama femenina |                                               |                                           |                                      |

### Día 12 (23 de enero)
- Cabezas de serie eliminados:
  - Individual femenino:  Iga Świątek [2],  Paula Badosa [11]
  - Dobles masculino:  Kevin Krawietz /  Tim Puetz [4]
- Orden de juego

| Partidos en los estadios principales                 | Partidos en los estadios principales    | Partidos en los estadios principales | Partidos en los estadios principales |
| Partidos en la Rod Laver Arena                       | Partidos en la Rod Laver Arena          | Partidos en la Rod Laver Arena       | Partidos en la Rod Laver Arena       |
| Modalidad                                            | Ganadores                               | Perdedores                           | Resultado                            |
| ---------------------------------------------------- | --------------------------------------- | ------------------------------------ | ------------------------------------ |
| Dobles masculino - Semifinales                       | Simone Bolelli [3] Andrea Vavassori [3] | André Göransson Sem Verbeek          | 2-6, 6-3, 6-4                        |
| Leyendas - Dobles masculino                          | Marcos Baghdatis Tommy Haas             | Mark Philippoussis Patrick Rafter    | 7-5, 6-4                             |
| Dobles masculino - Semifinales                       | Harri Heliövaara [6] Henry Patten [6]   | Kevin Krawietz [4] Tim Puetz [4]     | 6-4, 3-6, 7-6(10-7)                  |
| Individual femenino - Semifinales                    | Aryna Sabalenka [1]                     | Paula Badosa [11]                    | 6-4, 6-2                             |
| Individual femenino - Semifinales                    | Madison Keys [19]                       | Iga Świątek [2]                      | 5-7, 6-1, 7-6(10-8)                  |
| Fondo de color indica un partido de la rama femenina |                                         |                                      |                                      |

### Día 13 (24 de enero)
- Cabezas de serie eliminados:
  - Individual masculino:  Novak Djokovic [7],  Ben Shelton [21]
  - Dobles femenino:  Gabriela Dabrowski /  Erin Routliffe [2]
- Orden de juego

| Partidos en los estadios principales                 | Partidos en los estadios principales       | Partidos en los estadios principales          | Partidos en los estadios principales |
| Partidos en la Rod Laver Arena                       | Partidos en la Rod Laver Arena             | Partidos en la Rod Laver Arena                | Partidos en la Rod Laver Arena       |
| Modalidad                                            | Ganadores                                  | Perdedores                                    | Resultado                            |
| ---------------------------------------------------- | ------------------------------------------ | --------------------------------------------- | ------------------------------------ |
| Dobles mixto - Final                                 | Olivia Gadecki [WC] John Peers [WC]        | Kimberly Birrell [WC] John-Patrick Smith [WC] | 3-6, 6-4, [10-6]                     |
| Individual masculino - Semifinales                   | Alexander Zverev [2]                       | Novak Djokovic [7]                            | 7-6(7-5), ret.                       |
| Individual masculino - Semifinales                   | Jannik Sinner [1]                          | Ben Shelton [21]                              | 7-6(7-2), 6-2, 6-2                   |
| Partidos en la Margaret Court Arena                  |                                            |                                               |                                      |
| Modalidad                                            | Ganadores                                  | Perdedores                                    | Resultado                            |
| Dobles femenino - Semifinales                        | Kateřina Siniaková [1] Taylor Townsend [1] | Mirra Andreeva Diana Shnaider                 | 6-7(4-7), 6-4, 6-3                   |
| Dobles femenino - Semifinales                        | Su-Wei Hsieh [3] Jeļena Ostapenko [3]      | Gabriela Dabrowski [2] Erin Routliffe [2]     | 7-6(7-3), 3-6, 6-3                   |
| Fondo de color indica un partido de la rama femenina |                                            |                                               |                                      |

### Día 14 (25 de enero)
- Cabezas de serie eliminados:
  - Individual femenino:  Aryna Sabalenka [1]
  - Dobles masculino:  Simone Bolelli /  Andrea Vavassori [3]
- Orden de juego

| Partidos en los estadios principales                 | Partidos en los estadios principales  | Partidos en los estadios principales    | Partidos en los estadios principales |
| Partidos en la Rod Laver Arena                       | Partidos en la Rod Laver Arena        | Partidos en la Rod Laver Arena          | Partidos en la Rod Laver Arena       |
| Modalidad                                            | Ganadores                             | Perdedores                              | Resultado                            |
| ---------------------------------------------------- | ------------------------------------- | --------------------------------------- | ------------------------------------ |
| Individual femenino - Final                          | Madison Keys [19]                     | Aryna Sabalenka [1]                     | 6-3, 2-6, 7-5                        |
| Dobles masculino - Final                             | Harri Heliövaara [6] Henry Patten [6] | Simone Bolelli [3] Andrea Vavassori [3] | 6-7(16-18), 7-6(7-5), 6-3            |
| Fondo de color indica un partido de la rama femenina |                                       |                                         |                                      |

### Día 15 (26 de enero)
- Cabezas de serie eliminados:
  - Individual masculino:  Alexander Zverev [2]
  - Dobles femenino:  Su-Wei Hsieh [3] /  Jeļena Ostapenko [3]
- Orden de juego

| Partidos en los estadios principales                 | Partidos en los estadios principales       | Partidos en los estadios principales  | Partidos en los estadios principales |
| Partidos en la Rod Laver Arena                       | Partidos en la Rod Laver Arena             | Partidos en la Rod Laver Arena        | Partidos en la Rod Laver Arena       |
| Modalidad                                            | Ganadores                                  | Perdedores                            | Resultado                            |
| ---------------------------------------------------- | ------------------------------------------ | ------------------------------------- | ------------------------------------ |
| Dobles femenino - Final                              | Kateřina Siniaková [1] Taylor Townsend [1] | Su-Wei Hsieh [3] Jeļena Ostapenko [3] | 6-2, 6-7(4-7), 6-3                   |
| Individual masculino - Final                         | Jannik Sinner [1]                          | Alexander Zverev [2]                  | 6-3, 7-6(7-4), 6-3                   |
| Fondo de color indica un partido de la rama femenina |                                            |                                       |                                      |

## Cabezas de serie
Los siguientes son los jugadores cabezas de serie. Los cabezas de serie reales se basarán en las clasificaciones de la ATP y WTA a partir del 6 de enero de 2025. La clasificación y los puntos corresponden al 13 de enero de 2025. 

### Individual masculino
| N° | Clasif | Jugador                    | Puntos | Puntos por defender | Puntos ganados | Nuevos puntos | Ronda hasta la que avanzó en el torneo               |
| -- | ------ | -------------------------- | ------ | ------------------- | -------------- | ------------- | ---------------------------------------------------- |
| 1  | 1      | Jannik Sinner              | 11 830 | 2000                | 2000           | 11 830        | Campeón, venció a Alexander Zverev [2]               |
| 2  | 2      | Alexander Zverev           | 7635   | 800                 | 1300           | 8135          | Final, perdió ante Jannik Sinner [1]                 |
| 3  | 3      | Carlos Alcaraz             | 7010   | 400                 | 400            | 7010          | Cuartos de final, perdió ante Novak Djokovic [7]     |
| 4  | 4      | Taylor Fritz               | 5350   | 400                 | 100            | 5050          | Tercera ronda, perdió ante Gaël Monfils              |
| 5  | 5      | Daniil Medvédev            | 5030   | 1300                | 50             | 3780          | Segunda ronda, perdió ante Learner Tien [Q]          |
| 6  | 6      | Casper Ruud                | 4210   | 100                 | 50             | 4160          | Segunda ronda, perdió ante Jakub Mensik              |
| 7  | 7      | Novak Djokovic             | 3900   | 800                 | 800            | 3900          | Semifinales, se retiró ante Alexander Zverev [2]     |
| 8  | 8      | Álex de Miñaur             | 3535   | 200                 | 400            | 3735          | Cuartos de final, perdió ante Jannik Sinner [1]      |
| 9  | 9      | Andrey Rublev              | 3520   | 400                 | 10             | 3130          | Primera ronda, perdió ante João Fonseca [Q]          |
| 10 | 10     | Grigor Dimitrov            | 3200   | 100                 | 10             | 3110          | Primera ronda, se retiró ante Francesco Passaro [LL] |
| 11 | 12     | Stefanos Tsitsipas         | 3195   | 200                 | 10             | 3005          | Primera ronda, perdió ante Alex Michelsen            |
| 12 | 11     | Tommy Paul                 | 3195   | 100                 | 400            | 3495          | Cuartos de final, perdió ante Alexander Zverev [2]   |
| 13 | 13     | Holger Rune                | 2910   | 50                  | 200            | 3060          | Cuarta ronda, perdió ante Jannik Sinner [1]          |
| 14 | 14     | Ugo Humbert                | 2765   | 100                 | 200            | 2865          | Cuarta ronda, perdió ante Alexander Zverev [2]       |
| 15 | 18     | Jack Draper                | 2530   | 50                  | 200            | 2680          | Cuarta ronda, se retiró ante Carlos Alcaraz [3]      |
| 16 | 15     | Lorenzo Musetti            | 2600   | 50                  | 100            | 2650          | Tercera ronda, perdió ante Ben Shelton [21]          |
| 17 | 16     | Frances Tiafoe             | 2560   | 50                  | 50             | 2560          | Segunda ronda, perdió ante Fábián Marozsán           |
| 18 | 17     | Hubert Hurkacz             | 2555   | 400                 | 50             | 2205          | Segunda ronda, perdió ante Miomir Kecmanović         |
| 19 | 19     | Karen Khachanov            | 2410   | 200                 | 100            | 2310          | Tercera ronda, perdió ante Alex Michelsen            |
| 20 | 21     | Arthur Fils                | 2280   | 50                  | 100            | 2330          | Tercera ronda, se retiró ante Ugo Humbert [14]       |
| 21 | 20     | Ben Shelton                | 2280   | 100                 | 800            | 2980          | Semifinales, perdió ante Jannik Sinner [1]           |
| 22 | 22     | Sebastian Korda            | 2050   | 100                 | 50             | 2000          | Segunda ronda, perdió ante Aleksandar Vukic          |
| 23 | 26     | Alejandro Tabilo           | 1705   | 10                  | 10             | 1705          | Primera ronda, perdió ante Roberto Carballés         |
| 24 | 29     | Jiří Lehečka               | 1660   | 50                  | 200            | 1810          | Cuarta ronda, perdió ante Novak Djokovic [7]         |
| 25 | 24     | Alexei Popyrin             | 1840   | 50                  | 10             | 1800          | Primera ronda, perdió ante Corentin Moutet           |
| 26 | 25     | Tomáš Macháč               | 1805   | 100                 | 100            | 1805          | Tercera ronda, perdió ante Novak Djokovic [7]        |
| 27 | 27     | Jordan Thompson            | 1695   | 50                  | 50             | 1695          | Segunda ronda, perdió ante Nuno Borges               |
| 28 | 28     | Sebastián Báez             | 1690   | 100                 | 10             | 1600          | Primera ronda, perdió ante Arthur Cazaux             |
| 29 | 23     | Félix Auger-Aliassime      | 1905   | 100                 | 50             | 1855          | Segunda ronda, perdió ante Alejandro Davidovich      |
| 30 | 30     | Giovanni Mpetshi Perricard | 1651   | 16                  | 10             | 1645          | Primera ronda, perdió ante Gaël Monfils              |
| 31 | 31     | Francisco Cerúndolo        | 1620   | 50                  | 100            | 1670          | Tercera ronda, perdió ante Álex de Miñaur [8]        |
| 32 | 32     | Flavio Cobolli             | 1512   | 130                 | 10             | 1392          | Primera ronda, perdió ante Tomás Martín Etcheverry   |

### Individual femenino
| N° | Clasif | Jugador                  | Puntos | Puntos por defender | Puntos ganados | Nuevos puntos | Ronda hasta la que avanzó en el torneo                  |
| -- | ------ | ------------------------ | ------ | ------------------- | -------------- | ------------- | ------------------------------------------------------- |
| 1  | 1      | Aryna Sabalenka          | 9656   | 2000                | 1300           | 8956          | Final, perdió ante Madison Keys [19]                    |
| 2  | 2      | Iga Świątek              | 8120   | 130                 | 780            | 8770          | Semifinales, perdió ante Madison Keys [19]              |
| 3  | 3      | Cori Gauff               | 6888   | 780                 | 430            | 6538          | Cuartos de final, perdió ante Paula Badosa [11]         |
| 4  | 4      | Jasmine Paolini          | 5399   | 240                 | 130            | 5289          | Tercera ronda, perdió ante Elina Svitolina [28]         |
| 5  | 5      | Qinwen Zheng             | 5325   | 1300                | 70             | 4095          | Segunda ronda, perdió ante Laura Siegemund              |
| 6  | 7      | Elena Rybakina           | 4723   | 70                  | 240            | 4893          | Cuarta ronda, perdió ante Madison Keys [19]             |
| 7  | 6      | Jessica Pegula           | 4801   | 70                  | 130            | 4861          | Tercera ronda, perdió ante Olga Danilović               |
| 8  | 8      | Emma Navarro             | 3409   | 130                 | 430            | 3709          | Cuartos de final, perdió ante Iga Świątek [2]           |
| 9  | 10     | Daria Kasatkina          | 3151   | 70                  | 240            | 3321          | Cuarta ronda, perdió ante Emma Navarro [8]              |
| 10 | 9      | Danielle Collins         | 3147   | 70                  | 130            | 3207          | Tercera ronda, perdió ante Madison Keys [19]            |
| 11 | 12     | Paula Badosa             | 2958   | 130                 | 780            | 3608          | Semifinales, perdió ante Aryna Sabalenka [1]            |
| 12 | 13     | Diana Shnaider           | 2895   | 10                  | 130            | 3015          | Tercera ronda, perdió ante Donna Vekić [18]             |
| 13 | 16     | Anna Kalinskaya          | 2637   | 430                 | 0              | 2207          | Baja antes de la primera ronda.                         |
| 14 | 15     | Mirra Andreeva           | 2665   | 240                 | 240            | 2665          | Cuarta ronda, perdió ante Aryna Sabalenka [1]           |
| 15 | 17     | Beatriz Haddad Maia      | 2554   | 130                 | 130            | 2554          | Tercera ronda, perdió ante Veronika Kudermetova         |
| 16 | 22     | Jeļena Ostapenko         | 2041   | 130                 | 10             | 1921          | Primera ronda, perdió ante Belinda Bencic [PR]          |
| 17 | 18     | Marta Kostyuk            | 2364   | 430                 | 130            | 2064          | Tercera ronda, perdió ante Paula Badosa [11]            |
| 18 | 19     | Donna Vekić              | 2228   | 10                  | 240            | 2458          | Cuarta ronda, perdió ante Anastasia Pavlyuchenkova [27] |
| 19 | 14     | Madison Keys             | 2680   | 0                   | 2000           | 4680          | Campeona, venció a Aryna Sabalenka [1]                  |
| 20 | 20     | Karolína Muchová         | 2079   | 0                   | 70             | 2149          | Segunda ronda, perdió ante Naomi Osaka                  |
| 21 | 24     | Victoria Azarenka        | 1992   | 240                 | 10             | 1762          | Primera ronda, perdió ante Lucia Bronzetti              |
| 22 | 25     | Katie Boulter            | 1931   | 70                  | 70             | 1931          | Segunda ronda, perdió ante Veronika Kudermetova         |
| 23 | 26     | Magdalena Fręch          | 1910   | 240                 | 130            | 1800          | Tercera ronda, perdió ante Mirra Andreeva [14]          |
| 24 | 23     | Yulia Putintseva         | 2017   | 10                  | 130            | 2137          | Tercera ronda, perdió ante Daria Kasatkina [9]          |
| 25 | 21     | Liudmila Samsonova       | 2070   | 10                  | 70             | 2130          | Segunda ronda, perdió ante Olga Danilović               |
| 26 | 31     | Ekaterina Alexandrova    | 1713   | 10                  | 10             | 1713          | Primera ronda, perdió ante Emma Raducanu                |
| 27 | 32     | Anastasia Pavlyuchenkova | 1675   | 70                  | 430            | 2035          | Cuartos de final, perdió ante Aryna Sabalenka [1]       |
| 28 | 27     | Elina Svitolina          | 1779   | 240                 | 430            | 1969          | Cuartos de final, perdió ante Madison Keys [19]         |
| 29 | 28     | Linda Nosková            | 1778   | 430                 | 10             | 1358          | Primera ronda, perdió ante Clara Tauson                 |
| 30 | 29     | Leylah Fernandez         | 1755   | 70                  | 130            | 1815          | Tercera ronda, perdió ante Cori Gauff [3]               |
| 31 | 30     | María Sákkari            | 1727   | 70                  | 10             | 1667          | Primera ronda, perdió ante Camila Osorio                |
| 32 | 33     | Dayana Yastremska        | 1594   | 820                 | 130            | 904           | Tercera ronda, perdió ante Elena Rybakina [6]           |

#### Bajas femeninas notables
| Clasif | Jugador            | Puntos | Puntos por defender | Puntos ganados | Nuevos puntos | Motivo                |
| ------ | ------------------ | ------ | ------------------- | -------------- | ------------- | --------------------- |
| 9      | Barbora Krejčíková | 3213   | 430                 | 0              | 2783          | Lesión en la espalda. |

## Cabezas de serie dobles
| Jugadores          | Jugadores              | Clasif | N.º |
| ------------------ | ---------------------- | ------ | --- |
| Marcelo Arévalo    | Mate Pavić             | 2      | 1   |
| Marcel Granollers  | Horacio Zeballos       | 8      | 2   |
| Simone Bolelli     | Andrea Vavassori       | 17     | 3   |
| Kevin Krawietz     | Tim Puetz              | 21     | 4   |
| Nikola Mektić      | Michael Venus          | 23     | 5   |
| Harri Heliövaara   | Henry Patten           | 30     | 6   |
| Nathaniel Lammons  | Jackson Withrow        | 38     | 7   |
| Máximo González    | Andrés Molteni         | 43     | 8   |
| Matthew Ebden      | Joran Vliegen          | 48     | 9   |
| Joe Salisbury      | Neal Skupski           | 50     | 10  |
| Julian Cash        | Lloyd Glasspool        | 54     | 11  |
| Jamie Murray       | John Peers             | 61     | 12  |
| Sander Gillé       | Jan Zieliński          | 62     | 13  |
| Nicolás Barrientos | Rohan Bopanna          | 62     | 14  |
| Hugo Nys           | Édouard Roger-Vasselin | 64     | 15  |
| Sadio Doumbia      | Fabien Reboul          | 67     | 16  |

| Jugadoras            | Jugadoras             | Clasif | N.º |
| -------------------- | --------------------- | ------ | --- |
| Kateřina Siniaková   | Taylor Townsend       | 5      | 1   |
| Gabriela Dabrowski   | Erin Routliffe        | 5      | 2   |
| Su-Wei Hsieh         | Jeļena Ostapenko      | 13     | 3   |
| Sara Errani          | Jasmine Paolini       | 19     | 4   |
| Hao-ching Chan       | Lyudmyla Kichenok     | 21     | 5   |
| Elise Mertens        | Ellen Perez           | 21     | 6   |
| Asia Muhammad        | Demi Schuurs          | 39     | 7   |
| Anna Danilina        | Irina Khromacheva     | 41     | 8   |
| Kristina Mladenovic  | Shuai Zhang           | 53     | 9   |
| Sofia Kenin          | Monica Niculescu      | 56     | 10  |
| Veronika Kudermetova | Ena Shibahara         | 63     | 11  |
| Hanyu Gao            | Alexandra Panova      | 67     | 12  |
| Tímea Babos          | Nicole Melichar       | 68     | 13  |
| Marie Bouzková       | Bethanie Mattek-Sands | 71     | 14  |
| Beatriz Haddad Maia  | Laura Siegemund       | 75     | 15  |
| Leylah Fernandez     | Nadiia Kichenok       | 76     | 16  |

### Dobles mixto
| Jugadores        | Jugadores        | N.º |
| ---------------- | ---------------- | --- |
| Sara Errani      | Andrea Vavassori | 1   |
| Erin Routliffe   | Michael Venus    | 2   |
| Ellen Perez      | Kevin Krawietz   | 3   |
| Taylor Townsend  | Hugo Nys         | 4   |
| Desirae Krawczyk | Neal Skupski     | 5   |
| Su-Wei Hsieh     | Jan Zieliński    | 6   |
| Demi Schuurs     | Tim Puetz        | 7   |
| Asia Muhammad    | Andrés Molteni   | 8   |

## Invitados
| - Nishesh Basavareddy - Omar Jasika - James McCabe - Lucas Pouille - Kasidit Samrej - Tristan Schoolkate - Li Tu - Stan Wawrinka | - Talia Gibson - Maya Joint - Emerson Jones - Iva Jovic - Chloé Paquet - Daria Saville - Ajla Tomljanović - Shuai Zhang |

| - Blake Ellis / Thomas Fancutt - Rinky Hijikata / Jason Kubler - Marc Polmans / Matthew Romios - Vasek Pospisil / Jordan Thompson - Luke Saville / Li Tu - Tristan Schoolkate / Adam Walton - Seita Watanabe / Takeru Yuzuki | - Destanee Aiava / Maddison Inglis - Kimberly Birrell / Olivia Gadecki - Lizette Cabrera / Taylah Preston - Jaimee Fourlis / Petra Hule - Talia Gibson / Maya Joint - Priscilla Hon / Daria Saville - Peangtarn Plipuech / Tsao Chia-yi |

### Dobles mixto
- Destanee Aiava /  Omar Jasika
- Kimberly Birrell /  John-Patrick Smith
- Olivia Gadecki /  John Peers
- Priscilla Hon /  Alex Bolt
- Maddison Inglis /  Jason Kubler
- Emerson Jones /  Hayden Jones
- Taylah Preston /  Edward Winter
- Daria Saville /  Luke Saville

## Clasificación
| 1. Dominik Koepfer 2. Lukáš Klein 3. Matteo Gigante 4. Tristan Boyer 5. Nikoloz Basilashvili 6. Thiago Monteiro 7. Gauthier Onclin 8. Aziz Dougaz 9. Jaime Faria 10. Christian Garín 11. Mitchell Krueger 12. João Fonseca 13. Hady Habib 14. Kamil Majchrzak 15. Martín Landaluce 16. Learner Tien | 1. Jana Fett 2. Viktorija Golubic 3. Nao Hibino 4. Maja Chwalińska 5. Julia Riera 6. Polina Kudermetova 7. Daria Snigur 8. Sára Bejlek 9. Kimberly Birrell 10. Destanee Aiava 11. Sijia Wei 12. Anca Todoni 13. Tamara Zidanšek 14. Léolia Jeanjean 15. Elena-Gabriela Ruse 16. Veronika Erjavec |

## Campeones defensores
| Evento                      | Campeones de 2024                 | Campeones de 2025                   |
| --------------------------- | --------------------------------- | ----------------------------------- |
| Individual masculino        | Jannik Sinner                     | Jannik Sinner                       |
| Individual femenino         | Aryna Sabalenka                   | Madison Keys                        |
| Dobles masculino            | Rohan Bopanna Matthew Ebden       | Harri Heliövaara Henry Patten       |
| Dobles femenino             | Su-Wei Hsieh Elise Mertens        | Kateřina Siniaková Taylor Townsend  |
| Dobles mixto                | Su-Wei Hsieh Jan Zieliński        | Olivia Gadecki John Peers           |
| Individual júnior masculino | Rei Sakamoto                      | Henry Bernet                        |
| Individual júnior femenino  | Renáta Jamrichová                 | Wakana Sonobe                       |
| Dobles júnior masculino     | Maxwell Exsted Cooper Woestendick | Maxwell Exsted Jan Kumstát          |
| Dobles júnior femenino      | Tyra Caterina Grant Iva Jovic     | Annika Penickova Kristina Penickova |

## Campeones

### Sénior

#### Individual masculino
Jannik Sinner venció a  Alexander Zverev por 6-3, 7-6(7-4), 6-3

#### Individual femenino
Madison Keys venció a  Aryna Sabalenka por 6-3, 2-6, 7-5

#### Dobles masculino
Harri Heliövaara /  Henry Patten vencieron a  Simone Bolelli /  Andrea Vavassori por 6-7(16-18), 7-6(7-5), 6-3

#### Dobles femenino
Kateřina Siniaková /  Taylor Townsend vencieron a   Su-Wei Hsieh /  Jeļena Ostapenko por 6-2, 6-7(4-7), 6-3

#### Dobles mixto
Olivia Gadecki /  John Peers vencieron a  Kimberly Birrell /  John-Patrick Smith por 3-6, 6-4, [10-6]

### Júnior

#### Individual masculino
Henry Bernet venció a  Benjamin Willwerth por 6-3, 6-4

#### Individual femenino
Wakana Sonobe venció a  Kristina Penickova por 6-0, 6-1

#### Dobles masculino
Maxwell Exsted /  Jan Kumstát vencieron a  Ognjen Milić /  Egor Pleshivtsev por 7-6(8-6), 6-3

#### Dobles femenino
Annika Penickova /  Kristina Penickova vencieron a  Emerson Jones /  Hannah Klugman por 6-4, 6-2

### Tenis adaptado

#### Individual masculino
Alfie Hewett venció a  Tokito Oda por 6-4, 6-4

#### Individual femenino
Yui Kamiji venció a  Aniek van Koot por 6-2, 6-2

#### Quad individual
Sam Schröder venció a  Niels Vink por 7-6(9-7), 7-5

#### Dobles masculino
Alfie Hewett /  Gordon Reid vencieron a  Daniel Caverzaschi /  Stéphane Houdet por 6-2, 6-4

#### Dobles femenino
Xiaohui Li /  Xiaohui Zhang vencieron a  Manami Tanaka /  Zhenzhen Zhu por 6-2, 6-3

#### Quad dobles
Andy Lapthorne /  Sam Schröder vencieron a  Guy Sasson /  Niels Vink por 6-1, 6-4

## Controversias mediáticas
Durante una transmisión de Nine News Melbourne el 17 de enero, el presentador del Canal 9, Tony Jones, estaba frente a una multitud de fanáticos serbios cuando dijo que Djokovic estaba "sobrevalorado" y "había sido", seguido de "echarlo". Djokovic exigió una disculpa al Canal 9 y boicoteó la entrevista en la cancha de Jim Courier después de derrotar a Jiří Lehečka en la cuarta ronda, calificando los comentarios de "insultantes y ofensivos". Jones y Nine Network se disculparon el lunes, y Jones afirmó que ya se disculpó en privado con el equipo de Djokovic el sábado.
El 22 de enero, durante una rueda de prensa tras ganar su partido de cuartos de final, Ben Shelton criticó la "negatividad" y el estilo de las preguntas de los entrevistadores después de los partidos en las entrevistas en la cancha. Dijo que la entrevista del aprendiz Tien, después de su derrota ante Daniil Medvedev, fue "vergonzosa e irrespetuosa", y también criticó dos preguntas que le hicieron los entrevistadores en la cancha. Los tenistas actuales y anteriores, incluidos Chris Evert, Boris Becker y Lehečka, apoyaron los comentarios de Shelton.